# Gryvelån (naturreservat)
Gryvelån är ett naturreservat i Älvdalens kommun i Dalarnas län.
Området är naturskyddat sedan 1996 och är 388 hektar stort. Reservatet består av myrar och barrskogar.